# Raumausstatter

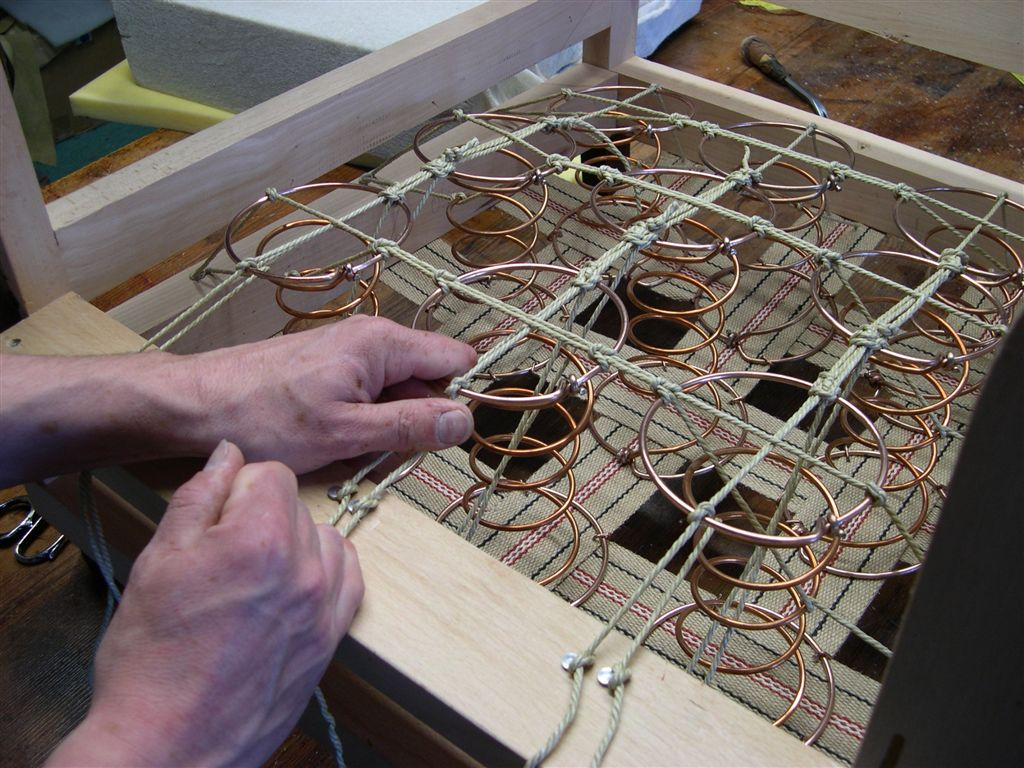
Herstellung eines Polstersessels

Raumausstatter (früher: Polsterer-Dekorateur oder Tapezierer-Dekorateur) ist seit der im Jahr 1965 erfolgten Erneuerung der Handwerksordnung die offizielle Berufsbezeichnung in Deutschland für einen Handwerker im Bereich der Gestaltung von Innenräumen. In Österreich lautet die offizielle Bezeichnung Tapezierer und Dekorateur und in der Schweiz Innendekorateur.
Im Gegensatz zur rein handwerklichen Ausstattung bzw. zu deren Ergänzung wird die künstlerische Ausgestaltung von Innenräumen als dekorative Kunst bezeichnet.

## Arbeitsbereiche
Die Tätigkeit des Raumausstatters umfasst
- das Polstern und Bespannen von Möbeln
- das Verlegen von textilen oder elastischen Bodenbelägen
- den Entwurf und/oder die Verwirklichung von Vorhängen
- das Bekleiden von Wänden mit textilen Wandbespannungen oder Tapeten
- die Herstellung und/oder Montage von Sicht-, Licht- oder Sonnenschutzvorrichtungen

und kann sich mit dem Arbeitsbereich von Innenarchitekten überschneiden, wenn auch Einrichtung entworfen und Materialien nach ihrer dekorativen Wirkung ausgewählt werden.
Raumausstatter wählen unter Berücksichtigung der jeweiligen Kundenwünsche passende Bodenbeläge, Wandbekleidungen, Vorhänge oder Jalousien und Polstermöbel aus. Die Polster stellen sie auch selbst her.
Ein dem Polsterer verwandter Beruf ist jener des Sattlers.
Tapezier- und Oberflächenbeschichtungsarbeiten werden auch durch Maler und Lackierer durchgeführt.

## Voraussetzungen
Neben handwerklicher Begabung sollten gestalterische Neigungen vorhanden sein. Die körperlichen Voraussetzungen sind so unterschiedlich wie die verschiedenen Arbeitsgänge. Das Dekorieren und Wandbekleiden ist körperlich nicht übermäßig anstrengend, erfordert aber viel Geschick. Das Bodenlegen mit seinen Vorbereitungsarbeiten (Herausreißen von Altbelag, Schleifen, Grundieren und Spachteln des Untergrunds etc.) erfordern Kraft, da auch Gewichte transportiert werden müssen. Zum Polstern ist Kraft und Gefühl in den Händen gefragt.
Da man bei den meisten Tätigkeiten viel mit Kunden zu tun hat, sollte man kontaktfreudig und freundlich sein.
Mathematik ist, wie in allen Handwerksberufen, wichtig. Zeichnerisches Talent und Farb- und Formgefühl sind von Vorteil.

## Ausbildung
Die Berufsausbildung erfolgt in Deutschland, Österreich und der Schweiz im dualen System an Berufsschulen und bei einschlägigen Ausbildungsbetrieben. Die Ausbildungsinhalte der drei Länder orientieren sich an den Tätigkeiten des Arbeitsumfeldes und unterscheiden sich nur unwesentlich voneinander. In der Schweiz sind jedoch Fachrichtungen eingerichtet.

### Deutschland
Die Ausbildung dauert drei Jahre und endet mit dem Bestehen der Gesellenprüfung. Nach der Gesellenprüfung kann sofort mit der Ausbildung zum Raumausstattermeister begonnen werden. Das ist relativ neu, denn bisher musste eine bestimmte Anzahl an Arbeitsjahren nachgewiesen werden, ehe es möglich war, die Meisterprüfung abzulegen.
Raumausstatter, die sich in Gestaltung professionell weiterqualifizieren wollen, können sich zum „Gestalter/in im Handwerk“ weiterbilden. Das geht an einer der Akademien für Gestaltung in einem einjährigen Vollzeitkurs bzw. in zwei Jahren berufsbegleitend oder auf der Raumdesignerakademie (RADAK) am Wirtschaftsförderungsinstitut (WIFI) Salzburg.
Als Fortbildung für den Meister ist der Betriebswirt des Handwerks eine weitere Möglichkeit. Daneben kann auch ein Fachhochschulstudium absolviert werden, z. B. zum Innenarchitekten.

### Österreich
In Österreich lautet die offizielle Bezeichnung für den Lehrberuf Tapezierer und Dekorateur. Die Ausbildung dauert drei Jahre und ist in der dazugehörigen Ausbildungsverordnung des Wirtschaftsministeriums geregelt. Die Ausbildung endet mit der Lehrabschlussprüfung. Diese Prüfung ermöglicht auch den Zugang zur Berufsmatura (Berufsreifeprüfung) und in Folge zu Höherqualifizierungen an Kollegs, Fachhochschulen und auch Universitäten.
Die selbstständige Berufsausübung ist in Österreich auch ohne Meisterprüfung möglich, diese erleichtert aber den Zugang zum Handwerk.

### Schweiz
Die offizielle Bezeichnung lautet Innendekorateur mit eidg. Fähigkeitszeugnis (EFZ). Die Ausbildung dauert vier Jahre und kann in sechs Fachrichtungen absolviert werden:
Polstern, Bodenbelag, Montage, Vorhang, Sattlerei oder Tapete. Wenn die Abschlussprüfungen positiv ausfällt, erhält man ebendieses EFZ. Als Fortbildung werden die Berufsprüfung (BP) bzw. die Höhere Fachprüfung (HFP) angeboten. Für die Betriebsgründung bzw. Lehrlingsausbildung verlangen die Schweizer Behörden eine der beiden Prüfungen.

## Chancen
In der Regel handelt es sich bei Raumausstattern um relativ kleine, oft auch Familienbetriebe. Eine Ausnahme bilden Objektausstatter, die sich auf Großkunden wie Hotels, Krankenhäuser, Seniorenheime etc. spezialisieren.
Durch geringe Gründungskosten (es werden aber z. T. teure Arbeitsgeräte benötigt) bietet sich hier die Möglichkeit zur Selbständigkeit.
Von 2004 bis 2020 bestand kein Meisterzwang wegen der zeitweiligen Überführung in Anlage B der Handwerksordnung. In dieser Zeit hatten in Deutschland auch Gesellen die Möglichkeit zur Selbständigkeit. Nur durften diese keine Lehrlinge ausbilden, was wiederum zum Fachkräftemangel und Berufsnachwuchsproblemen und der Rücknahme der Freigabe führte.
Auch die Tätigkeit als Einrichtungsberater in einem Möbelhaus ist möglich. Zudem bietet sich die Möglichkeit zum Fachbauleiter eines Objektausstatters.

## Geschichte
In Frankreich ist der Beruf unter der Bezeichnung tapissier seit dem Jahr 1295 bekannt. Die Tätigkeit dieser tapissiers war bereits im Mittelalter für die Ausstattung von Burgen mit Bildwirkereien, Fußteppichen, dekorativen Stoffen, Sitzkissen und dergleichen von Bedeutung und blühte in der Regierungszeit Ludwigs des XIV. auf, in dessen Schlössern die Gemächer mit wertvollen Wandbehängen und -bespannungen, Stoffdrapierungen und gepolsterten Sitz- und Liegemöbeln ausgestattet wurden (siehe Louis-quatorze-Stil). Zu dieser Zeit gab es auch das käufliche Amt eines königlichen Dekorateurs und Raumausstatters (tapissier du roi). Ein bekannter Inhaber dieses Amtes war der Vater von Molière, der es ihm als seinem ältesten Sohn zu vererben gedachte, es dann aber dessen jüngerem Bruder übertrug.